# Korouhev
Korouhev település Csehországban, a Svitavyi járásban. Korouhev Nedvězí, Jimramov, Polička, Jedlová, Kamenec u Poličky, Telecí, Sádek és Borovnice településekkel határos. Lakosainak száma 809 fő (2024. január 1.).

## Népesség
A település lakosságának változását az alábbi diagram mutatja:
| Lakosok száma | 1458 | 1602 | 1597 | 1106 | 836  | 768  | 808  | 811  | 786  | 809  |
|               | 1869 | 1890 | 1921 | 1950 | 1980 | 2001 | 2017 | 2019 | 2022 | 2024 |